# Prism (musikalbum av Katy Perry)
Prism är Katy Perrys fjärde album utgivet den 18 oktober 2013 av Capitol Records. 
Albumet spelades in under perioden november 2012 - juli 2013 i Santa Barbara, Kalifornien samt i Stockholm, Sverige. Bakom flertal av låtarna står de svenska låtskrivarna och producenterna Max Martin, Klas Åhlund, Christian "Bloodshy" Karlsson, Vincent Pontare och Magnus Lidehäll. Max har varit med och skrivit nio av sexton låtar, Åhlund två och resterande en. 
Albumet debuterade på toppen av den amerikanska billboardlistan med en försäljning av 286 000 exemplar första veckan, vilket fram tills då var den största öppningsveckan för en kvinnlig artist i USA vilket kom att slås av Beyoncé med sitt albumsläpp i december samma år. I Sverige debuterade Prism den 1 november 2013 på en niondeplats för att sedan som bäst nå en tredjeplacering, vilket är Perrys bästa albumplacering i Sverige någonsin. Albumet har 2014 sålt platina (40,000). Albumet producerade även stora singlar som Roar och Dark Horse.
Roar nådde en femteplacering på Sverigetopplistan och höll sig kvar på singellistan i hela 34 veckor. Låten är certifierad platinum x3 (120,000). Dark Horse nådde en andra plats den 17 januari och kom att bli Perrys högst placerade singel sedan Hot n Cold som även den 2009 nådde en andra plats. Låten har legat på Sverigetopplistan i 30 veckor och även den sålt 120 000 exemplar.